# 欧陽娣娣
欧陽 娣娣（オーヤン・ディーディー、2004年7月30日 - ）は、台湾台北市出身の女性タレント、アジアのガールズグループ・Gen1esのメンバー。Gen1esでの名義はDIDI。
歌手の欧陽菲菲（オーヤン・フィーフィー）の姪、女優・タレントである長女の欧陽妮妮（オーヤン・ニーニー）およびチェリスト・女優である次女の欧陽娜娜（オーヤン・ナナ、Nana）の妹。
特技は武術、バレエ、民族舞踊、ストリートダンス、リズム体操、競技体操。
2024年に、テンセントビデオのアイドルオーディション番組『CHUANG ASIA THAILAND』で最終8位になり、Gen1esのメンバーとしてデビューした。